# Johann Conrad Wilhelmi
Johann Conrad Wilhelmi (auch: Johann Conrad Wilhelmi II; * um 1738 in der Calenberger Neustadt bei Hannover; † 2. Juli 1804 ebenda) war ein deutscher Goldschmied und Königlich Großbritannischer und Kurfürstlich Braunschweig-Lüneburgischer Hof-Juwelier.

## Leben
Johann Conrad Wilhelmi wurde zur Zeit der Personalunion zwischen Großbritannien und Hannover um das Jahr 1738 in der Langestraße Hannover der Calenberger Neustadt geboren als ältester Sohn des dort tätigen Juweliers Caspar Heinrich Wilhelmi. Er arbeitete zunächst zehn Jahre bei seinem Vater, bevor er am 22. September 1769 von dem im Vereinigten Königreich residierenden Georg III. das Patent als Hofjuwelier verliehen bekam.
Die in England erfundenen und in Frankreich vervollkommneten „Galanteriewaaren in Haaren“ ahmte Wilhelmi um 1765 als erster erfolgreich in Hannover nach.
Ende Februar 1778 offerierte Wilhelmi – noch am Wohn- und Arbeitsplatz „auf der langen Straße“ – über die Hannoverischen Anzeigen einen silbernen „Communionkelch nebst Oblatenschachtel und Teller, beides verguldet, in einem dazu verfertigten mit Leder bezogenen Futteral, auch einer weißen damastenen mit silbernen Spitzen besetzten Decke“.
1780 wurde Wilhelmi auferlegt, entweder die Position des Amtsvorstehers des Goldschmiedeamtes zu gewinnen oder anderenfalls seine Profession aufzugeben. Etwa zur selben Zeit besaß Wilhelmi ein eigenes Haus in der Burgstraße.
Wilhelmi engagierte sich auch sozial in der Stadtgesellschaft. So war er Ende des 18. Jahrhunderts einer der Armenväter im Distrikt der Leinstraße in der Altstadt Hannovers.
Wilhelmi war verheiratet. Beim ihm arbeitete rund drei Jahrzehnte der ebenfalls verheiratete „Gesell Fasser“. Johann Conrad Wilhelmi starb 1804 im Alter von 66 Jahren.

## Sitz und Fortgang des Gewerbes durch den Bruder
Johann Conrad Wilhelmi hatte einen jüngeren Bruder bisher nicht bekannten Vornamens, der auch mit dem Familiennamen Wilhelmy (* um 1750; † vor 1817) bekannt und ebenfalls Juwelier war, möglicherweise zeitweilig nur als Geselle.
Während das Hannoversche Adressbuch für 1801 lediglich einen „Wilhelmi“ und ohne Vornamen nannte, den Juwelier in der Burgstraße in der Altstadt, nannte das Adressbuch für 1817 noch immer nur einen Wilhelmi, ebenfalls ohne Vornamen, den „Hofjuwelirer“ im Haus 1038 in der Burgstraße.
Bei Wilhelmys Witwe starb am 1. September 1817 im Alter von 47 Jahren der aus Braunschweig stammende Geselle Christian Döhring, Sohn des Johann August Döhring. Döhring hatte 1785 bis 1791 sowohl bei seinem Vater in Braunschweig gelernt als auch bei Johann Zacharias Zuckschwerdt.
Ebenfalls bei Wilhelmy wirkte zwei Jahre lang Carl Hoffmann, der 1818 Meister wurde.

## Bekannte Werke
- 1780: Degen aus Gold für den „englischen General Faucit“[1]

## Archivalien
Archivalien von und über Johann Conrad Wilhelmi finden sich beispielsweise
- unter dem Titel „Wilhelmische Erbschaft“ von Eleonore Wilhelmi, der ledigen Tante des Gartenbaumeisters Heinrich Ludolph Wendland, die mutmaßlich eine Schwester der Stiefmutter und Tochter des Hofjuweliers Johann Conrad Wilhelmi war; Akte Erbschafts- /Nachlassangelegenheiten 1844-1861 in der Gottfried Wilhelm Leibniz Bibliothek – Niedersächsische Landesbibliothek; Digitalisat der Handschrift[7]
- Johann Conrad Wilhelmi war in der zweiten Jahreshälfte von 1795 Thema in drei handschriftlichen Briefen an August Wilhelm Schlegel; zwei davon von Johann Carl Fürchtegott Schlegel, einer von Julie Schlegel; Digitalisate